# Herberton
Herberton – miasto w Australii, w stanie Queensland.